# Восточные новеллы
Восточные новеллы (фр. Nouvelles orientales) — сборник новелл французской писательницы Маргерит Юрсенар, выпущенный в Париже в 1938 издательством Галлимар.
Сборник составлен из небольших рассказов и притч, сюжеты которых почерпнуты из историй и легенд «современной и византийской Греции, Балкан или разных мест Азии». Новеллы написаны в 1928—1938 годах. В окончательной редакции, изданной в 1963, сборник содержит десять новелл (рассказ «Замурованные в Кремлёвской стене» исключен автором как слишком слабый и не заслуживающий правки).

## Содержание
- Как был спасен Вань Фу (Comment Wang-Fô fut sauvé)

Пересказ известной даосской притчи о художнике. В 1987 по мотивам новеллы художником-мультипликатором Рене Лалу был создан одноимённый короткометражный мультфильм.
- Улыбка Марко (Le Sourire de Marko)

О Марко Королевиче и красавице-турчанке.
- Молоко смерти (Le Lait de la mort)

Притча о силе материнской любви и о том, что некоторые матери только кажутся таковыми. На балканском материале.
- Последняя любовь принца Гэндзи (Le Dernier Amour du prince Genghi)

Самая изящная из новелл, по мнению критиков. Представляет собой развитие одной из сюжетных линий романа японской писательницы X—XI веков Мурасаки Сикибу Гэндзи-моногатари.
- Влюблённый в нереид (L’Homme qui a aimé les Néréides)

О неожиданных опасностях любви. На балканском материале.
- Часовня Богоматери ласточек (Notre-Dame-des-Hirondelles)

В русском переводе Ласточкина часовня. О том, что даже языческие боги могут быть достойны милости. На балканском материале.
- Вдова Афродисия (La Veuve Aphrodissia)

Балканская история любви — жестокая и трагичная
- Обезглавленная Кали (Kâli décapitée)

Вариант истории из Океана сказаний Сомадевы о воплощении божества «в презренном человечьем теле» и неприятных побочных следствиях этого. В XIX веке сюжет был использован Гёте в «Легенде о парии» (Parialegende, 1823), а в XX веке Томасом Манном в повести «Обменённые головы. Индийская легенда» (Die vertauschten Köpfe — Eine indische Legende, 1940). Сама Юрсенар считала эту новеллу самой слабой, но все-таки сохранила её при окончательной правке.
- Кончина Марко Королевича (La Fin de Marko Kraliévitch)

Ещё одна легенда о сербском герое
- Грусть Корнелиуса Берга (La Tristesse de Cornélius Berg)

Завершающая новелла цикла, герой которой, художник Корнелиус Берг, восхищен красотой мира, созданного великим художником — Богом, но при взгляде на человека жалеет порой, что Господь не ограничился в своем творчестве пейзажной живописью.